# Chicagos tunnelbana

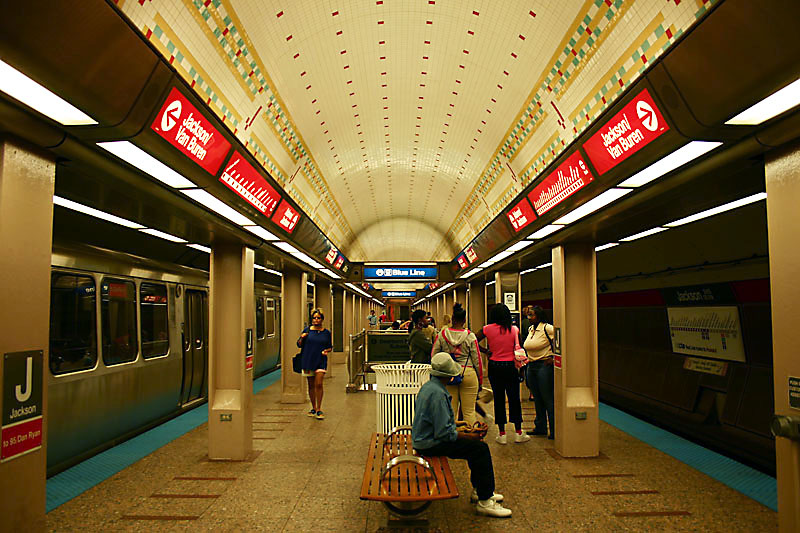
Jackson / State Street station på röda linjen.

Chicagos tunnelbana kallas av befolkningen L-train, en förkortning för elevated train, det vill säga högbana. Namnet kommer av att de första delarna av systemet byggdes som högbana redan 1892 med den klassiska öglan, the Loop, i downtownområdet. Totalt har tunnelbanan en längd av 170,6 km. Av systemet utgörs 72,3 km av egentlig tunnelbana från 1943, vilken går i tunnel under downtown. Tunnelbanesystemet är med amerikanska mått mätt relativt omfattande. Vissa linjer är i trafik dygnet runt såsom röda och blå linjen, andra linjer är i trafik ca 04.30 -ca 01.30. Blå linjen går hela vägen från flygplatsen in till centrala staden.
Den äldre delen av L-train, högbanan, är idag ganska sliten och utgör en stark kontrast mot downtowns skyskrapor.

## Linjenät
|  | Linje       | Sträcka                            | Öppnad | Stationer |
|  | ----------- | ---------------------------------- | ------ | --------- |
|  | Green Line  | Harlem ↔ Ashland/63 / Cottage Road | 1892   | 29        |
|  | Blue Line   | O'Hare ↔ Forest Park               | 1895   | 44        |
|  | Brown Line  | Clark/Lake ↔ Kimball               | 1907   | 19        |
|  | Purple Line | Linden ↔ Howard                    | 1908   | 9         |
|  | Yellow Line | Howard ↔ Skokie                    | 1925   | 2         |
|  | Orange Line | Adams/Wabash ↔ Midway              | 1993   | 17        |
|  | Red Line    | Howard ↔ 95th/Dan Ryan             | 1993   | 37        |
|  | Pink Line   | 54/Cermak ↔ Adams/Wabash           | 2005   | 22        |

## Populärkultur
Många filmer har även spelats in med systemet som bakgrund, bland annat Jagad, Blåsningen, The Blues Brothers, Kod Mercury, Just Visiting och Ocean's Eleven.